# Mecz piłkarski Słowacja – Dania (2018)
Mecz piłkarski Słowacja – Dania – towarzyski mecz piłkarski, rozegrany między reprezentacjami Słowacji i Danii. Mecz został rozegrany 5 września 2018 roku na Štadiónie Antona Malatinského w Trnawie.

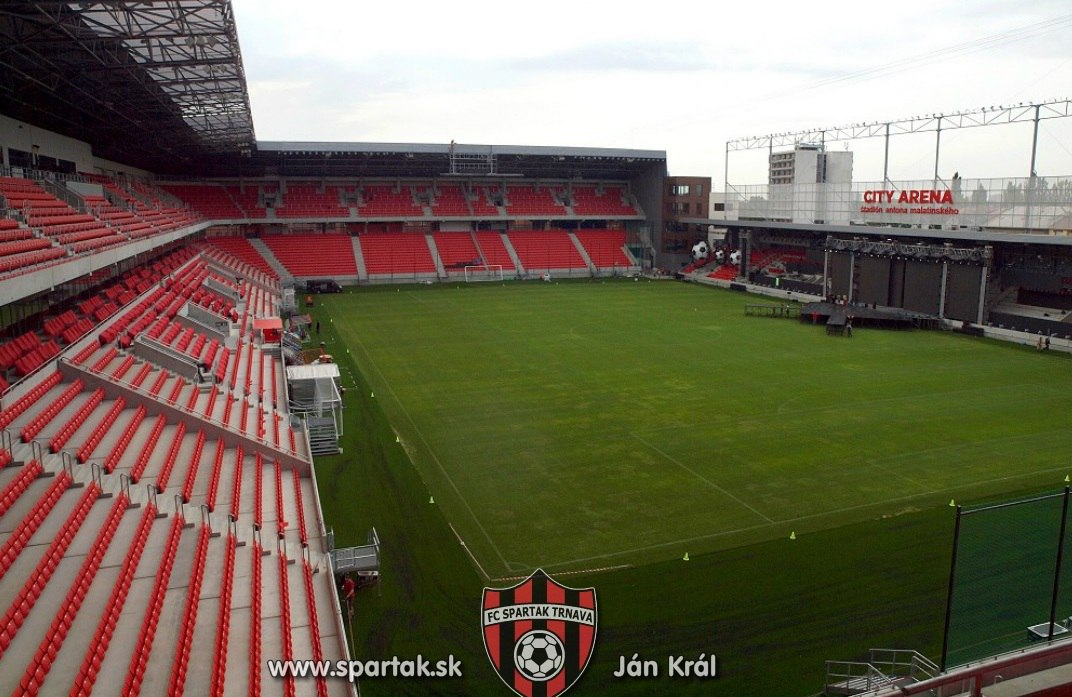
Štadión Antona Malatinského, na którym odbył się mecz

Z powodu protestu reprezentantów Danii dotyczącego praw komercyjnych, DBU zastąpił podstawowy skład półprofesjonalnymi i amatorskimi zawodnikami występującymi w trzeciej, czwartej i piątej lidze duńskiej, jak również futsalistami. Mecz zakończył się zwycięstwem Słowacji 3:0. Drużyna Danii była chwalona za uniknięcie pogromu; media szczególnie doceniły występ bramkarza Christoffera Haagha.

## Tło
Był to pierwszy mecz reprezentacji Danii po Mistrzostwach Świata 2018, w których drużyna uległa w 1/8 finału Chorwacji, odpadając po serii rzutów karnych. Jako że w podstawowym czasie gry był remis 1:1, oznaczało to, że Dania nie przegrała meczu od 11 października 2016 roku, kiedy to uległa Czarnogórze w eliminacjach Mistrzostw Świata. Przed meczem Dania zajmowała w rankingu FIFA 9 miejsce, a Słowacja 26.
31 lipca 2018 roku wygasło porozumienie pomiędzy Spillerforeningen (duńskim związkiem piłkarzy) a DBU (duńskim związkiem piłkarskim). 20 sierpnia selekcjoner Danii Åge Hareide powołał 21 piłkarzy na mecz towarzyski ze Słowacją oraz mecz Ligi Narodów z Walią; 28 sierpnia skład został rozszerzony do 23 zawodników. W tym czasie nastąpił impas w negocjacjach między Spillerforeningen i DBU, ponieważ strony nie potrafiły dojść do porozumienia w kwestii komercyjnego wykorzystania wizerunków piłkarzy. Spór dotyczył w szczególności wykorzystania przez DBU w reklamach wizerunków konkretnych piłkarzy bez wyraźnego zezwolenia. Po przekroczeniu ostatecznego terminu – 31 sierpnia – na początku września negocjacje zostały zawieszone. DBU zaproponował rozszerzenie warunków poprzedniego porozumienia na wrzesień. Duński związek chciał uniknąć odwołania meczów, co mogłoby wiązać się z zawieszeniem przez FIFA reprezentacji w Lidze Narodów i Mistrzostwach Europy, tym bardziej, że UEFA nałożyła na związek okres próbny w związku z podobnym konfliktem w reprezentacji kobiet. Jako że do wieczora 2 września porozumienia nie osiągnięto, 3 września DBU zapowiedział powołanie nowej kadry oraz selekcjonera na najbliższe mecze.
4 września DBU ogłosił nowy skład, przy czym nazwiska piłkarzy zachowano w tajemnicy do odlotu samolotu z Danii. Sprawę powołania komplikował fakt, że większość piłkarzy pierwszego i drugiego poziomu rozgrywek była zrzeszona w Spillerforeningen. Mimo to kilku pierwszoligowych graczy wstępnie zadeklarowało gotowość do gry, jednak wycofali oni później swoje oświadczenia. Drużyna tymczasowa składała się z futsalistów oraz półprofesjonalnych i amatorskich piłkarzy występujących na trzecim, czwartym i piątym poziomie duńskich rozgrywek. Piłkarze zostali powołani na 48 godzin przed meczem. Wszyscy duńscy piłkarze mieli pracę niezwiązaną z piłką nożną bądź byli studentami. Christian Bannis pracował w firmie ubezpieczeniowej, Christian Bommelund Christensen był stolarzem, Anders Fønss pracował w magazynie i naprawiał łodzie, Christoffer Haagh był pracownikiem administracyjnym, Kevin Jørgensen był strażnikiem więziennym, a Victor Vobbe Larsen sprzedawał gazety. Studentami byli Adam Fogt i Simon Vollesen, a Kasper Skræp był uczniem.
Tymczasowym selekcjonerem został John Jensen, a jego asystentem Hasse Kuhn. Jensen nie znał wcześniej żadnego z piłkarzy, a podczas podróży dopytywał ich o imiona i pozycje.
Jako że oczekiwania wobec duńskiej drużyny były niskie, Słowacy obniżyli cenę biletu na mecz do 1 euro. SFZ poprosił UEFA o podjęcie odpowiednich działań wobec Danii. Selekcjoner Ján Kozák wyraził niezadowolenie z całej sytuacji, twierdząc, że mecz nie będzie miał sensu. Z kolei kapitan Martin Škrtel stwierdził, że słowaccy gracze chcą przygotować się do meczu z Ukrainą i skupią się na sobie, a dla Duńczyków ten mecz będzie wspaniałym doświadczeniem.

## Mecz
Przed meczem minutą ciszy uczczono pamięć zmarłych piłkarzy Juraja Halenára i Vojtěcha Varadína, którzy pochodzili z Trnawy.
Wynik meczu otworzył w 11 minucie Adam Nemec strzałem głową po dośrodkowaniu Juraja Kucki z prawego skrzydła. W 25 minucie Dania podjęła dwie próby ataku, kiedy to najpierw Christian Offenberg nie trafił w piłkę dośrodkowaną przez Kaspera Kempela, a następnie Oskar Høybye strzelił z 11 metrów nad poprzeczką. W 37 minucie Kucka dośrodkował do Alberta Rusnáka, który celnym strzałem podwyższył wynik na 2:0. Przeważająca część drugiej połowy rozgrywała się na połowie Danii. W 79 minucie Adam Fogt nieskutecznie interweniował po dośrodkowaniu Róberta Maka i zdobył bramkę samobójczą.

### Szczegóły
| 5 września 2018 20:45 | Słowacja · 11' Nemec · 37' Rusnák · 79' (sam.) Fogt | 3:0(2:0)Raport | Dania | Štadión Antona Malatinského, Trnawa Widzów: 6 432 Sędzia: Julian Weinberger (Austria) |
|                       |                                                     |                |       |                                                                                       |

| Słowacja | Dania |

| BR         | 1  | Matúš Kozáčik     |  |     |
| OB         | 15 | Tomáš Hubočan     |  |     |
| OB         | 3  | Martin Škrtel     |  | 83' |
| OB         | 4  | Ľubomír Šatka     |  |     |
| OB         | 16 | Róbert Mazáň      |  |     |
| PO         | 19 | Juraj Kucka       |  | 61' |
| PO         | 17 | Marek Hamšík      |  | 61' |
| PO         | 13 | Patrik Hrošovský  |  |     |
| PO         | 10 | Albert Rusnák     |  | 46' |
| PO         | 7  | Vladimír Weiss    |  | 67' |
| NA         | 11 | Adam Nemec        |  | 46' |
| Rezerwowi: |    |                   |  |     |
| BR         | 12 | Michal Šulla      |  |     |
| BR         | 23 | Martin Dúbravka   |  |     |
| OB         | 2  | Martin Valjent    |  |     |
| OB         | 5  | Norbert Gyömbér   |  | 83' |
| OB         | 14 | Milan Škriniar    |  |     |
| PO         | 6  | Ján Greguš        |  | 61' |
| PO         | 8  | Ondrej Duda       |  | 61' |
| PO         | 18 | Erik Sabo         |  |     |
| PO         | 20 | Róbert Mak        |  | 46' |
| PO         | 22 | Stanislav Lobotka |  |     |
| NA         | 9  | Erik Pačinda      |  | 67' |
| NA         | 21 | Michal Ďuriš      |  | 46' |
| Trener:    |    |                   |  |     |
| Ján Kozák  |    |                   |  |     |

| BR          | 1  | Christoffer Haagh               |  |     |
| OB          | 2  | Simon Vollesen                  |  | 77' |
| OB          | 3  | Nicolai Johansen                |  |     |
| OB          | 6  | Daniel Nielsen                  |  |     |
| OB          | 5  | Mads Bertelsen                  |  | 71' |
| PO          | 4  | Christian Bannis                |  | 46' |
| PO          | 8  | Rasmus Johansson                |  | 84' |
| PO          | 9  | Oskar Høybye                    |  | 61' |
| PO          | 10 | Rasmus Gaudin                   |  |     |
| PO          | 7  | Kasper Kempel                   |  | 61' |
| NA          | 11 | Christian Offenberg             |  |     |
| Rezerwowi:  |    |                                 |  |     |
| BR          | 16 | Morten Bank                     |  |     |
| BR          | 22 | Victor Vobbe Larsen             |  |     |
| OB          | 12 | Kasper Skræp                    |  |     |
| OB          | 20 | Christian Bommelund Christensen |  | 84' |
| PO          | 13 | Adam Fogt                       |  | 61' |
| PO          | 14 | Christopher Jakobsen            |  | 77' |
| PO          | 18 | Anders Hunsballe                |  | 46' |
| PO          | 19 | Kevin Jørgensen                 |  |     |
| NA          | 15 | Troels Cillius Nielsen          |  |     |
| NA          | 17 | Anders Fønss                    |  | 71' |
| NA          | 21 | Louis Veis                      |  |     |
| NA          | 23 | Daniel Holm                     |  | 61' |
| Trener:     |    |                                 |  |     |
| John Jensen |    |                                 |  |     |

| Asystenci sędziego: Andreas Heidenreich (Austria) Maximilian Kolbitsch (Austria) Sędzia techniczny: Boris Marhefka (Słowacja) | Reguły: - 90 minut. - Dwunastu zawodników rezerwowych. - Maksymalnie sześć zmian. |

### Statystyki
| Statystyka       | Słowacja | Dania |
| ---------------- | -------- | ----- |
| Gole             | 3        | 0     |
| Strzały          | 22       | 6     |
| Strzały celne    | 9        | 1     |
| Posiadanie piłki | 73%      | 27%   |
| Rzuty rożne      | 9        | 1     |
| Faule            | 7        | 13    |
| Spalone          | 3        | 0     |
| Żółte kartki     | 0        | 0     |
| Czerwone kartki  | 0        | 0     |

## Po meczu
Reprezentacja Danii była chwalona przez media za wynik, a szczególne uznanie zyskał bramkarz Christoffer Haagh, który obronił siedem strzałów. Reuters opisał mecz jako „moralne zwycięstwo” Duńczyków, a występ Haagha określił jako „mecz życia”. John Jensen określił grupę swoich graczy jako „bohaterów”, wyraził „dumę” i „szok” oraz stwierdził, że „to najlepsza porażka w jego karierze”. Z drugiej strony Martin Škrtel wyraził niezadowolenie z meczu towarzyskiego, który nie pozwolił im się przygotować do nadchodzących spotkań. Ján Greguš zauważył, że rywale nie zostali zlekceważeni, a rozegranie tego typu meczu jest mimo wszystko lepsze niż brak jakiegokolwiek spotkania, a Adam Nemec podkreślił, że Duńczycy mimo faktu gry w niższych ligach potrafią grać w piłkę.
Dzień po meczu, 6 września, DBU ogłosił osiągnięcie tymczasowego porozumienia, ważnego do 30 września, wskutek którego do reprezentacji wrócą profesjonalni piłkarze. Ta drużyna wygrała mecz Ligi Narodów z Walią 2:0 po dwóch golach Christiana Eriksena. Słowacja natomiast przegrała 0:1 z Ukrainą po bramce Andrija Jarmołenki.
29 września 2018 roku DBU i Spillerforeningen podpisali nowe porozumienie, ważne do 2024 roku.